# نديم يوجيل
نديم يوجيل (بالتركية: Nedim Yücel)‏ مواليد 22 أبريل 1979 في إسطنبول، هو لاعب كرة سلة تركي. بدأ مسيرته الاحترافية في سنة 1997. يلعب مع نادي داروشافاكا لكرة السلة. يحمل الرقم 6. يبلغ طوله 6 قدم 8.5 بوصة (2.0 م).

## المسيرة الاحترافية
لعب مع بشكتاش لكرة السلة في الدوري التركي من سنة 1997 إلى 2006، ثم لعب مع نادي كارشياكا لكرة السلة في موسم 2006-2007، ثم لعب مع تورك تيليكوم في الدوري التركي في سنة 2011، ثم لعب مع نادي داروشافاكا لكرة السلة في سنة 2013.